# Blastobasis transcripta
Blastobasis transcripta é uma espécie de mariposa do gênero Blastobasis pertencente à família Coleophoridae.